# Snedkermester Arne Pedersen
Snedkermester Arne Pedersen A/S er en dansk håndværksvirksomhed, som har kompetencer indenfor tømrer, snedker, maler murer, gulv og glas. Virksomheden har hovedkvarter i Greve Strand og har fem afdelinger på Sjælland. 
I 2024 havde Arne Pedersen ca. 250 ansatte. Snedkermester Arne Pedersen blev etableret som enkeltmandsvirksomhed i 1978. I 2024 blev virksomheden opkøbt af kapitalfonden Adelis Equity Partners.